# Unione Sportiva Novese 1923-1924
Questa pagina raccoglie i dati riguardanti l'Unione Sportiva Novese nelle competizioni ufficiali della stagione 1923-1924.

## Stagione
Troppo duro l'impegno finanziario e stare al passo delle altre squadre. La U.S. Novese non riesce ad evitare la retrocessione in Seconda Divisione.

## Rosa
| N. |                   | Ruolo | Calciatore          |
| -- | ----------------- | ----- | ------------------- |
|    | Italia (bandiera) | C     | Domenico Alice      |
|    | Italia (bandiera) | D     | Emilio Bonato       |
|    | Italia (bandiera) | A     | Mario Clerico       |
|    | Italia (bandiera) | C     | Agostino Fossati    |
|    | Italia (bandiera) | C     | Gabba               |
|    | Italia (bandiera) | A     | Carletto Gambarotta |
|    | Italia (bandiera) | C     | Eugenio Gherso      |
|    | Italia (bandiera) |       | Grillo              |
|    | Italia (bandiera) | A     | Adolfo Mandosso     |
|    | Italia (bandiera) | A     | Siro Montanari      |
|    | Italia (bandiera) | D     | Rinaldo Olivazzo    |

| N. |                   | Ruolo | Calciatore          |
| -- | ----------------- | ----- | ------------------- |
|    | Italia (bandiera) | C     | Mario Parodi        |
|    | Italia (bandiera) |       | Pellati             |
|    | Italia (bandiera) |       | Re                  |
|    | Italia (bandiera) | C     | Giovanni Rebuffo    |
|    | Italia (bandiera) |       | Risso               |
|    | Italia (bandiera) | A     | Luigi Davide Roveda |
|    | Italia (bandiera) | P     | Emilio Savino       |
|    | Italia (bandiera) |       | Taverna             |
|    | Italia (bandiera) |       | Traverso            |
|    | Italia (bandiera) | D     | Luigi Vercelli      |

## Risultati

### Prima Divisione

#### Girone di andata
| Arbitro: | Vota (Torino) |

|            |           |  |
| Grillo 63’ | Marcatori |  |

| Arbitro: | A.Gama (Milano) |

|                              |           |           |
| Mattuteia 39’, 55’ Rosso 44’ | Marcatori | 5’ Roveda |

| Arbitro: | Trezzi (Milano) |

|  |           |              |
|  | Marcatori | 36’ Gallotti |

| Arbitro: | G.Crivelli (Milano) |

|              |           |                                          |
| Mandosso 30’ | Marcatori | 47’ Janni 52’ Berardo 70’, 80’ Schönfeld |

| Arbitro: | Minoli (Torino) |

|             |           |             |
| Taverna 35’ | Marcatori | 70’ Dal Dan |

| Arbitro: | Sanguineti (Genova) |

|                           |           |  |
| Della Valle 18’ Perin 80’ | Marcatori |  |

| Arbitro: | Pierallini (Modena) |

|                                    |           |  |
| Gherso 40’ Vercelli 50’ Roveda 88’ | Marcatori |  |

| Arbitro: | Sganzetta (Torino) |

|                     |           |  |
| Bay 17’ Francia 65’ | Marcatori |  |

| Arbitro: | A.Gama (Milano) |

|                         |           |                               |
| Vercelli 50’ Bonato 80’ | Marcatori | 25’ (aut.) Taverna 78’ Sbrana |

| Arbitro: | Muttoni (Treviglio) |

|                           |           |           |
| Defendi 15’ Albertoni 27’ | Marcatori | 8’ Bonato |

| Arbitro: | Pinasco (Sestri Ponente) |

|                     |           |              |
| Mandosso 20’ (rig.) | Marcatori | 13’, 80’ Gay |

#### Girone di ritorno
| Arbitro: | Grossi (Milano) |

|  |           |                         |
|  | Marcatori | 47’ Mandosso 85’ Roveda |

| Arbitro: | A.Gama (Milano) |

|             |           |             |
| Pellati 80’ | Marcatori | 55’ Zanello |

| Arbitro: | Bonello (Venezia) |

|            |           |            |
| Romano 17’ | Marcatori | 81’ Roveda |

| Arbitro: | Gaudenzi (Milano) |

|                                            |           |  |
| Mosso III 13’ Schönfeld 19’, 58’, 59’, 86’ | Marcatori |  |

| Arbitro: | Barbon (Venezia) |

|                      |           |  |
| Allemandi 61’ (rig.) | Marcatori |  |

| Arbitro: | Moro (Sampierdarena) |

|  |           |              |
|  | Marcatori | 41’ Schiavio |

| Arbitro: | Armani (Bologna) |

|                                                         |           |                        |
| Morandi 1’, 60’ Zacchero 11’, 67’ Bottaccini 75’ (rig.) | Marcatori | 14’ Roveda 85’ Rebuffo |

| Arbitro: | A.Gama (Milano) |

|                      |           |              |
| Gabba 30’ Roveda 57’ | Marcatori | 65’ Preti II |

| Arbitro: | Pinasco (Sestri Ponente) |

|             |           |  |
| Bazzell 13’ | Marcatori |  |

| Novi Ligure 30 marzo 1924 21ª giornata | Novese              | 2 – 0 A tav. | Cremonese | Campo Sportivo Comunale\| Arbitro: \| Sanguineti (Genova) \| |
| Arbitro:                               | Sanguineti (Genova) |              |           |                                                              |

| Arbitro: | Ricci (Modena) |

|                                                      |           |  |
| Santagostino 5’, 74’ Cevenini V 16’ Savelli 43’, 79’ | Marcatori |  |

## Statistiche

### Statistiche di squadra
| Competizione    | Punti | In casa | In casa | In casa | In casa | In casa | In casa | In trasferta | In trasferta | In trasferta | In trasferta | In trasferta | In trasferta | Totale | Totale | Totale | Totale | Totale | Totale | DR  |
| Competizione    | Punti | G       | V       | N       | P       | Gf      | Gs      | G            | V            | N            | P            | Gf           | Gs           | G      | V      | N      | P      | Gf     | Gs     | DR  |
| --------------- | ----- | ------- | ------- | ------- | ------- | ------- | ------- | ------------ | ------------ | ------------ | ------------ | ------------ | ------------ | ------ | ------ | ------ | ------ | ------ | ------ | --- |
| Prima Divisione | 14    | 11      | 4       | 3       | 4       | 14      | 13      | 11           | 1            | 1            | 9            | 7            | 27           | 22     | 5      | 4      | 13     | 21     | 40     | -19 |

### Statistiche dei giocatori
| Giocatore     | Prima Divisione | Prima Divisione |
| Giocatore     | Presenze        | Reti            |
| ------------- | --------------- | --------------- |
| D. Alice      | 2               | 0               |
| E. Bonato     | 20              | 2               |
| M. Clerico    | 4               | 0               |
| A. Fossati    | 3               | 0               |
| Gabba         | 7               | 1               |
| C. Gambarotta | 13              | 0               |
| E. Gherso     | 11              | 1               |
| Grillo        | 11              | 1               |
| A. Mandosso   | 21              | 3               |
| S. Montanari  | 4               | 0               |
| R. Olivazzo   | 20              | 0               |
| M. Parodi     | 15              | 0               |
| Pellati       | 10              | 1               |
| G. Rebuffo    | 5               | 1               |
| Risso         | 16              | 0               |
| L. Roveda     | 22              | 6               |
| E. Savino     | 22              | -40             |
| Taverna       | 13              | 1               |
| Traverso      | 1               | 0               |
| L. Vercelli   | 22              | 2               |